# Кинески бројеви
Кинески бројеви су знакови за писање бројева у кинеском језику. Данас, говорници кинеског користе три нумеричка система, поред арапских бројева то су још два древна кинеска бројчана система.
Један такав систем је суџоу или хуама систем. Постепено је замењен арапским системом писања бројева. То је једина преживела варијација штапних бројчаних система, који је био популаран на кинеским тржиштима, као што су она у Хонгконгу пре 1990-их.
Други кинески нумерички систем су писмени бројеви. Још увек је у употреби приликом писања бројева у дугом облику, као што је на чековима за спречавање фалсификације. Овај писмени систем је приближан писању броја речима у тексту. Кинески карактерски систем може бити сврстан као део језика, али и даље се броји као бројчани систем. Већина људи у Кини сада користе арапски систем због практичности.

## Писани бројеви
Кинески писмени нумерички систем састоји се од кинеских карактера које користи кинески писани језик да се може писати изговорени бројеви. Слично бројевима написани речима (нпр. „хиљаду деветсто четрдесет и пет“), није независан систем по себи. Будући да одражава говорни језик, не користи позицијски систем као што је у арапским бројевима, на исти начин како се пишу бројеви на српском.

### Стандардни бројеви
Постоје карактери који представљају бројеве нула до девет, и других карактера који представљају већи број, као што су десетине, стотине, хиљаде и тако даље. Постоје две групе карактера за кинеске бројеве: један за свакодневно писање и један за употребу у комерцијалним или финансијским контекстима познат као дашјие (упрош: 大写; трад: 大寫; пин: dàxiě). Друга врста је постала јер карактери коришћени за писање бројева су геометријско једноставна, тако да кориштење тих бројева не може се спречити фалсификовање на исти начин писање бројева речима се може у српском. Фалсификатор би могао лако променити свакодневне карактере 三十 (30) на 五千 (5000) додавањем само неколико потеза. То не би било могуће када се користи финансијски знакови 叁拾 (30) и 伍仟 (5000).
| Финансијски     | Обичан          | Вредност | Пинјин | Напомена |
| --------------- | --------------- | -------- | ------ | --- |
| 零              | 〇              | 0        | líng   | 〇 је неформалан начин представљати нулу, али 零 је више уобичајено, посебно у школама.                                                                       |
| 壹              | 一              | 1        | yī     | такође 弌 (финансијски застарело), може се лако манипулисати у 弍 (два) или 弎 (три).                                                                         |
| 貳(T) или 贰(У) | 二              | 2        | èr     | такође 弍 (финансијски застарело), може се лако манипулисати у 弌 (један) или 弎 (три). такође 兩(Т) или 两(У), види секцију карактери регионалних кориштења. |
| 叄(Т) или 叁(У) | 三              | 3        | sān    | такође 弎 (финансијски застарело), може се лако манипулисати у 弌 (један) или 弍 (два). такође 參(Т) или 参(У) sān.                                           |
| 肆              | 四              | 4        | sì     | |
| 伍              | 五              | 5        | wǔ     | |
| 陸(T) или 陆(У) | 六              | 6        | liù    | |
| 柒              | 七              | 7        | qī     | |
| 捌              | 八              | 8        | bā     | |
| 玖              | 九              | 9        | jiǔ    | |
|                 |                 |          |        | |
| 拾              | 十              | 10       | shí    | Иако неки људи користе 什 као финансијски, није прихватљиво јер се може записати у 伍 или 仟.                                                                 |
| 佰              | 百              | 100      | bǎi    | |
| 仟              | 千              | 1,000    | qiān   | |
| 萬              | 萬(T) или 万(У) | 104      | wàn    | Кинески бројеви се групе на десет хиљада види читање и транскрипција бројева одељак у наставку.                                                               |
| 億              | 億(T) или 亿(У) | 108      | yì     | Погледајте велики бројеви одељак у наставку. |

### Карактери регионалних кориштења
| Финансијски | Обичан         | Вредност | Пинјин | Стандардна алтернатива | Напомена |
| ----------- | -------------- | -------- | ------ | ---------------------- | --- |
|             | 么(T) or 幺(У) | 1        | yāo    | 一                     | Буквално значи „најмањи“. Употребљава се у континенталној Кини да се недвосмислено изрече „#1“ у низу цифара (као што су бројеви телефона и бројеви за идентификацију). Никада се не користи у бројању или читању вредности. У Тајвану, само користе војници, полиција и хитна служба. У Хонгконгу и Макау, користи се само када се комуницира у стандардном мандаринском језику. |
|             | 兩(T) or 两(У) | 2        | liǎng  | 二                     | Веома чест алтернативни начин говорења: „два“. Употреба варира од дијалекта до дијалекта, чак и од особе до особе. На пример „2222“ може се читати као „二千二百二十二“, „两千二百二十二“ или чак „两千两百二十二“ у мандаринском. Погледајте читање и транскрипција бројева одељак у наставку.                                                                                   |
| 念          | 廿             | 20       | niàn   | 二十                   | Писменом облик још увек је кориштен да се односи на датуме, посебно кинеских календарских датума. Говорни облик још увек се користи у разним дијалектима кинеског. Види читање и транскрипција бројева одељак у наставку. 卄 је ретка варијанта. |
|             | 卅             | 30       | sà     | 三十                   | Писмени облик још увек се користи за скраћене датум референце у кинеском. На пример, покрет 30. маја (五卅运动). Говорни облик још увек се користи у разним дијалектима кинеског. Види читање и транскрипција бројева одељак у наставку. |
|             | 卌             | 40       | xì     | 四十                   | Говорни облик још увек се користи у разним дијалектима кинеског, иако врло ретко. |
|             | 皕             | 200      | bì     | 二百                   | Веома ретко кориштен, један општи пример је књижевни《皕宋楼》. |

### Велики бројеви
Слично као и дуга и кратка скала у западу, за карактере већи од броја 万 (wàn), била су четири система у античком и савременом коришћењу:
| Систем      | 亿 yì | 兆 zhào | 京 jīng | 垓 gāi | 秭 zǐ | 穰 ráng | 沟 gōu | 涧 jiàn | 正 zhēng | 载 zài | Фактор повећања                                 |
| ----------- | ----- | ------- | ------- | ------ | ----- | ------- | ------ | ------- | -------- | ------ | ----------------------------------------------- |
| Алтернатива |       |         | 經/经   |        | 杼    | 壤      |        |         |          |        |                                                 |
| 1           | 105   | 106     | 107     | 108    | 109   | 10      | 1011   | 1012    | 1013     | 1014   | Сваки број је 10 (十 shí) пута пријашњог.       |
| 2           | 108   | 1012    | 1016    | 1020   | 1024  | 1028    | 1032   | 1036    | 1040     | 1044   | Сваки број је 10.000 (万 wàn) пута пријашњог.   |
| 3           | 108   | 1016    | 1024    | 1032   | 1040  | 1048    | 1056   | 1064    | 1072     | 1080   | Сваки број је 108 (万万 wànwàn) пута пријашњог. |
| 4           | 108   | 1016    | 1032    | 1064   | 10128 | 10256   | 10512  | 101024  | 102048   | 104096 | Сваки број је квадрат пријашњог.                |

Већина људи не препознаје бројеве преко 亿 yì (108) и дефиниције у речнику већих бројева могу бити не-доследни (осим Кореје где 兆 zhào и 京 jīng се често користе).

### Бројеви од будизма
Бројеви преко 载 zài и долази од будистичких текстова у санскриту, али ти „будистички бројеви“ су постали „древна коришћења“.
| Име                        | Вредност | Напомена |
| -------------------------- | -------- | --- |
| 極(Т) or 极(У)             | 1048     | |
| 恒河沙                     | 1052     | Буквално значи „песак Ганга“, метафора кориштена у броју будистичких текстова да изрази количину једнаку броју зрна песка у реци Ганги. |
| 阿僧祇                     | 1056     | Од санскрита Asaṃkhyeya |
| 那由他                     | 1060     | Од санскрита Nayuta |
| 不可思議(Т) or 不可思议(У) | 1064     | Буквално преведено као „несхватљиво“ или „незамисљиво“.                                                                                 |
| 無量(Т) or 无量(У)         | 1068     | Буквално преведено „без граница“. |
| 大數(Т) or 大数(У)         | 1072     | Буквално преведено „велики број“. |

### Мали бројеви
Следећи карактери се користе историјско како би означили мали ред величине у кинеском језику. Са увођењем СИ јединица, неки од њих су укључене као СИ префикса, а остатак је пао у неупотребу.
| Карактер | Вредност | Напомена                                                             |
| -------- | -------- | -------------------------------------------------------------------- |
| 漠       | 10−12    | (Древни кинески) 皮 слаже се са СИ префиксом пико.                   |
| 渺       | 10−11    | (Древни кинески)                                                     |
| 埃       | 10−10    | (Древни кинески)                                                     |
| 尘       | 10−9     | (Древни кинески) 奈 (Т) or 纳 (У) corresponds the СИ префиксом нано. |
| 沙       | 10−8     | (Древни кинески)                                                     |
| 纤       | 10−7     | (Древни кинески)                                                     |
| 微       | 10−6     | још у употреби, слаже се са СИ префиксом микро.                      |
| 忽       | 10−5     | (Древни кинески)                                                     |
| 丝       | 10−4     | (Древни кинески)                                                     |
| 毫       | 1/1,000  | такође 毛. још у употреби, слаже се са СИ префиксом мили.            |
| 厘       | 1/100    | такође 釐. још у употреби, слаже се са СИ префиксом центи.           |
| 分       | 1/10     | још у употреби, слаже се са СИ префиксом деци.                       |

### СИ префикси
Преводи СИ префикса ранијим данима су се расликовали од оних који се користи данас. Већи (兆, 京, 垓, 秭, 穰), и мањи кинески бројеви (微, 纤, 沙, 尘, 渺) су дефинисане као преводи за СИ префиксе. На пример, 京 jīng је дефинисан као гига, и 纤 xiān је дефинисан као нано. Резултовало је стварањем више вредности за сваки број.
У времену „раног превода“, спор је настао због вредности 兆. Влада НРК је користила дио за овај превод, и дефиницију џао 兆 (zhào) као превод за СИ префикс мега (106). (Можда владе није била свесна заједничког кориштења 兆, и тако нису размотрити алтернативни кинески карактер, као што је 巨, да представља мега.) Због тога, превод је изазвао много конфузија.
Поред тога, Тајванци су дефинисали 百万 за превод мега. Овај превод се нашироко користи у службеним документима, академским заједницима, информативним индустријама, итд. Међутим, државне индустрије за емитовање понекад користе 兆赫 да представља "мегахерц".
Данас, обе владе Народне Републике Кине и Републике Кине (Тајван) користе фонетске транслитерације за СИ префиксе. Међутим, те владе су изабрали различита кинеска слова за одређене префиксе. Следећа табела наводи два различита стандарда заједно са почетним преводом.
| Вредност | Симбол | Енглески | Ранији превод | стандард НРК | стандард РК |
| -------- | ------ | -------- | ------------- | ------------ | ----------- |
| 1024     |        | јота     |               | 尧 yáo       | 佑 yòu      |
| 1021     |        | зета     |               | 泽 zé        | 皆 jiē      |
| 1018     |        | екса     | 穰 ráng       | 艾 ài        | 艾 ài       |
| 1015     |        | пета     | 秭 zǐ         | 拍 pāi       | 拍 pāi      |
| 1012     |        | тера     | 垓 gāi        | 太 tài       | 兆 zhào     |
| 109      |        | гига     | 京 jīng       | 吉 jí        | 吉 jí       |
| 106      |        | мега     | 兆 zhào       | 兆 zhào      | 百萬 bǎiwàn |
| 103      |        | кило     | 千 qiān       | 千 qiān      | 千 qiān     |
| 102      |        | хекто    | 百 bǎi        | 百 bǎi       | 百 bǎi      |
| 101      |        | дека     | 十 shí        | 十 shí       | 十 shí      |
| 10−1     |        | деци     | 分 fēn        | 分 fēn       | 分 fēn      |
| 10−2     |        | центи    | 厘 lí         | 厘 lí        | 厘 lí       |
| 10−3     |        | мили     | 毫 háo        | 毫 háo       | 毫 háo      |
| 10−6     |        | микро    | 微 wēi        | 微 wēi       | 微 wēi      |
| 10−9     |        | нано     | 纤 xiān       | 纳 nà        | 奈 nài      |
| 10−12    |        | пико     | 沙 shā        | 皮 pí        | 皮 pí       |
| 10−15    |        | фемто    | 尘 chén       | 飞 fēi       | 飛 fēi      |
| 10−18    |        | ато      | 渺 miǎo       | 阿 à         | 阿 à        |
| 10−21    |        | зепто    |               | 仄 zè        | 介 jiè      |
| 10−24    |        | јокто    |               | 幺 yāo       | 攸 yōu      |

## Читање и транскрибција бројева

### Цели бројеви
Више-цифрени бројеви су створени принципом умножавања, прво иде сама цифра (1 - 9), затим место (као што су 10 или 100), а затим наредна цифра.
У мандаринском, множилац 两 (liǎng) се користи уместо 二 (èr) за све бројеве веће од 200 са цифром „2“. Употреба обе 两 (liǎng) или 二 (èr) су прихватљива за број 200. Када писани у кантонским дијалектима, 二 се користи да представи цифру „2“ за све бројеве. У јужном минском дијалекту из Чаожуа, 两 се користи да представи цифру „2“ у свим бројевима од 200 надаље. Овакво:
| Број  | Структура                          | Карактери      | Карактери       | Карактери      | Карактери      |
| Број  | Структура                          | Мандарински    | Кантонски       | Чаоџу          | Шангајски      |
| ----- | ---------------------------------- | -------------- | --------------- | -------------- | -------------- |
| 60    | [6] [10]                           | 六十           | 六十            | 六十           | 六十           |
| 20    | [2] [10] или [20]                  | 二十           | 二十 или 廿     | 二十           | 廿             |
| 200   | [2] (èr) или (liǎng) [100]         | 二百 или 两百  | 二百 или 两百   | 两百           | 两百           |
| 2000  | [2] (liǎng) [1000]                 | 二千 или 两千  | 二千 или 两千   | 两千           | 两千           |
| 45    | [4] [10] [5]                       | 四十五         | 四十五 или 卌五 | 四十五         | 四十五         |
| 2,362 | [2] [1,000] [3] [100] [6] [10] [2] | 两千三百六十二 | 二千三百六十二  | 两千三百六十二 | 两千三百六十二 |

Бројеви 11 до 19, водећа цифра „један“ (一) је обично изостављена. У неким дијалектима, као шангајски, кад постоје само две значајне цифре у броју, водећи „један“ и пратеће нуле су изостављени. Понекад, један пре „десет“ у средини броја, као што је 213, су изостављени. Тако:
| Број  | Строг путонгуа                    | Строг путонгуа | Разговорна или дијалектна кориштења | Разговорна или дијалектна кориштења |
| Број  | Структура                         | Карактери      | Структура                           | Карактери                           |
| ----- | --------------------------------- | -------------- | ----------------------------------- | ----------------------------------- |
| 14    | [10] [4]                          | 十四           |                                     |                                     |
| 12000 | [1] [10000] [2] [1000]            | 一万两千       | [1] [10000] [2] или [10000] [2]     | 一万二 или 万二                     |
| 114   | [1] [100] [1] [10] [4]            | 一百一十四     | [1] [100] [10] [4]                  | 一百十四                            |
| 1158  | [1] [1000] [1] [100] [5] [10] [8] | 一千一百五十八 | Види напомену 1 испод               | Види напомену 1 испод               |

Напомене: 
1. Ништа није икад изостављено у великим и још компликованијим бројевима, као што су ови.

У неким старијим текстовима као што је Протестантна Библија или у поетским кориштењем, бројеви као 114 могу бити написани као [100] [10] [4] (百十四).
За бројеве веће од мирјаде, исти систем груписања се користи односи на нашем језику, осим у групама од четири места (мирјада) него у групама од три (хиљада). Зато је прикладније да се размишља о бројевима као у групама од четири, тако 1.234.567.890, се распреди овде као 12.3456.7890. Већи од мирјаде, сваки број је, дакле, четири нула дужи од оног пре њега, тако 10000 × wàn (万) = yì (亿). Ако један од бројева је између 10 и 19, први „један“ је изостављен. Дакле (бројеви у заградама показују да је број написан као један број, него проширен):
| Број                                   | Структура                                                           | Карактери                                          |
| -------------------------------------- | ------------------------------------------------------------------- | -------------------------------------------------- |
| 12,345,678,902,345 (12,3456,7890,2345) | (12) [1,0000,0000,0000] (3456) [1,0000,0000] (7890) [1,0000] (2345) | 十二万三千四百五十六亿七千八百九十万两千三百四十五 |

Унутрашње нуле пре положаја цифре јединице (као у 1002) морају бити изричито написани. Разлог за то је да пратеће нуле (као у 1200) често су изостављени у писању, тако двосмислености се дешава. Једна нула је довољна да реши двосмислености. Кад је нула пре цифре осим цифре јединице, изричита нула није нејасна и стога није обавезна, али пожељна. Тако:
| Број                   | Структура                                      | Карактери                               |
| ---------------------- | ---------------------------------------------- | --------------------------------------- |
| 205                    | [2] [100] [0] [5]                              | 二百〇五                                |
| 100,004 (10,0004)      | [10] [10,000] [0] [4]                          | 十万〇四                                |
| 10,050,026 (1005,0026) | (1005) [10,000] (26) или (1005) [10,000] (026) | 一千〇五万〇二十六 или 一千〇五万二十六 |

### Разломци
Да се створи разломак, именилац је писан прво, следи га 分之 („делови“), а затим бројилац. То је насупрот како се чита у нашем језику, који иде прво бројилац. Свака половина разломка је написана исто као цели број. Мешовити бројеви су написане са целином прво, а следи га 又 („поново“), а затим део разломка.
| Разломак | Структура                      | Карактери      |
| -------- | ------------------------------ | -------------- |
| 2/3      | [3] [делови] [2]               | 三分之二       |
| 15/32    | [3] [10] [2] [делови] [10] [5] | 三十二分之十五 |
| 1/3000   | [3] [1000] [делови] [1]        | 三千分之一     |
| 3 5/6    | [3] [поново] [6] [делови] [5]  | 三又六分之五   |

Проценти су створени на сличан начин, користећи 百 (100) као именилац. Цифра 一 (један) пре 百 је изостављена.
| Процент | Структура                         | Карактери      |
| ------- | --------------------------------- | -------------- |
| 25%     | [100] [делови] [2] [10] [5]       | 百分之二十五   |
| 110%    | [100] [делови] [1] [100] [1] [10] | 百分之一百一十 |

Децимални бројеви су створено прво писањем целине, а затим уметање 點 (традиционални) или 点 (упрошћено) („тачка“), те коначно децимални израз. Децимални израз је писан користећи само цифре за 0 - 9, без речи за умножавање.
| Децимални израз | Структура                                                             | Карактери                    |
| --------------- | --------------------------------------------------------------------- | ---------------------------- |
| 16.98           | [10] [6] [тачка] [9] [8]                                              | 一十六点九八                 |
| 12345.6789      | [1] [10000] [2] [1000] [3] [100] [4] [10] [5] [тачка] [6] [7] [8] [9] | 一万两千三百四十五点六七八九 |
| 75.4025         | [7] [10] [5] [тачка] [4] [0] [2] [5]                                  | 七十五点四〇二五             |
| 0.1             | [0] [тачка] [1]                                                       | 〇点一                       |

### Редни бројеви
Редни бројеви су створени додавањем 第 („ред“) пре броја.
| Редни број | Структура          | Карактери |
| ---------- | ------------------ | --------- |
| 1st        | [ред] [1]          | 第一      |
| 2nd        | [ред] [2]          | 第二      |
| 82nd       | [ред] [8] [10] [2] | 第八十二  |

### Негативни бројеви
Негативни бројеви се стварају додавањем 負 (традиционални) или 负 (упрошћено) („негативно“) пре броја.
| Број     | Структура                                        | Карактери          |
| -------- | ------------------------------------------------ | ------------------ |
| -1158    | [негативно] [1] [1000] [1] [100] [5] [10] [8]    | 负一千一百五十八   |
| -3 5/6   | [негативно] [3] [поново] [6] [делови] [5]        | 负三又六分之五     |
| -75.4025 | [негативно] [7] [10] [5] [тачка] [4] [0] [2] [5] | 负七十五点四〇二五 |